# Federação Portuguesa de Automobilismo e Karting
A Federação Portuguesa de Automobilismo e Karting (FPAK) é a instituição portuguesa responsável pela regulamentação e organização de campeonatos e troféus de automobilismo e de karting, representando a FIA em Portugal. A (FPAK) foi criada em 1994 por Alfredo César Torres, que foi também o seu Primeiro Presidente para substituir a (CDN) Comissão Desportiva Nacional. O início das competições organizadas pela (CDN) deu-se no ano de 1956.
Tem equipas de vários escalões, masculinas bem como femininas.
A Dezembro de 2011, a FPAK aprovou a primeira edição de uma prova de competição de rally inédita, o Special Sponsor Day. Esta prova realizou-se no dia 3 desse mês em Valongo.

## Presidentes
Alfredo César Torres 1994-1997
António Vasconcelos Tavares 1997-2006
Luiz de Freitas 2006-2013
Manuel de Mello Breyner 2013-2017
Fernando "Ni" Amorim 2017-

## Lista de Campeonatos da FPAK

### Ralis
- Campeonato Nacional de Ralis
  - Lista de Ralis em Portugal
- CPR2 (extinto)
- Campeonato Open de Ralis (extinto)

### Todo–o–Terreno
- Campeonato Portugal de Todo–o–Terreno

### Circuitos
- Campeonato de Portugal de Velocidade
- Campeonato de Portugal de Clássicos

### Off-Road
- Campeonato de Off-Road

### Montanha
- Campeonato Nacional de Montanha

### Karting
- Campeonato de Portugal de Karting